# Tournoi européen de Russie de rugby à sept 2017
Navigation
2016 2018
Le tournoi européen de Russie de rugby à sept 2017 est la première étape des Seven's Grand Prix Series 2017, la plus importante compétition de rugby à sept en Europe. Le tournoi se dispute du 2 au 3 juin 2017 à Moscou.
L'Irlande, de retour en première division, remporte le tournoi.

## Résultats

### Poule A
| Équipes        | J | G | N | P | PM | PE | +/− | Pts |
| -------------- | - | - | - | - | -- | -- | --- | --- |
| Allemagne      | 3 | 2 | 0 | 1 | 73 | 43 | +30 | 7   |
| Irlande        | 3 | 2 | 0 | 1 | 66 | 47 | +19 | 7   |
| Géorgie        | 3 | 2 | 0 | 1 | 48 | 36 | +12 | 7   |
| Pays de Galles | 3 | 0 | 0 | 3 | 15 | 76 | -61 | 3   |

| 3 juin 2017 | Pays de Galles | 5 - 26 | Irlande | Moscou, Russie |
| 3 juin 2017 |                |        |         | Moscou, Russie |
| 3 juin 2017 |                |        |         | Moscou, Russie |

| 3 juin 2017 | Allemagne | 12 - 17 | Géorgie | Moscou, Russie |
| 3 juin 2017 |           |         |         | Moscou, Russie |
| 3 juin 2017 |           |         |         | Moscou, Russie |

| 3 juin 2017 | Pays de Galles | 5 - 17 | Géorgie | Moscou, Russie |
| 3 juin 2017 |                |        |         | Moscou, Russie |
| 3 juin 2017 |                |        |         | Moscou, Russie |

| 3 juin 2017 | Allemagne | 28 - 21 | Irlande | Moscou, Russie |
| 3 juin 2017 |           |         |         | Moscou, Russie |
| 3 juin 2017 |           |         |         | Moscou, Russie |

| 3 juin 2017 | Pays de Galles | 5 - 33 | Allemagne | Moscou, Russie |
| 3 juin 2017 |                |        |           | Moscou, Russie |
| 3 juin 2017 |                |        |           | Moscou, Russie |

| 3 juin 2017 | Géorgie | 14 - 19 | Irlande | Moscou, Russie |
| 3 juin 2017 |         |         |         | Moscou, Russie |
| 3 juin 2017 |         |         |         | Moscou, Russie |

### Poule B
| Équipes | J | G | N | P | PM | PE  | +/−  | Pts |
| ------- | - | - | - | - | -- | --- | ---- | --- |
| Russie  | 3 | 3 | 0 | 0 | 92 | 17  | +75  | 9   |
| Italie  | 3 | 2 | 0 | 1 | 45 | 37  | +8   | 7   |
| Espagne | 3 | 1 | 0 | 2 | 52 | 31  | +19  | 5   |
| Pologne | 3 | 0 | 0 | 3 | 15 | 119 | -104 | 3   |

| 3 juin 2017 | Espagne | 0 - 14 | Italie | Moscou, Russie |
| 3 juin 2017 |         |        |        | Moscou, Russie |
| 3 juin 2017 |         |        |        | Moscou, Russie |

| 3 juin 2017 | Russie | 48 - 5 | Pologne | Moscou, Russie |
| 3 juin 2017 |        |        |         | Moscou, Russie |
| 3 juin 2017 |        |        |         | Moscou, Russie |

| 3 juin 2017 | Espagne | 40 - 0 | Pologne | Moscou, Russie |
| 3 juin 2017 |         |        |         | Moscou, Russie |
| 3 juin 2017 |         |        |         | Moscou, Russie |

| 3 juin 2017 | Russie | 27 - 0 | Italie | Moscou, Russie |
| 3 juin 2017 |        |        |        | Moscou, Russie |
| 3 juin 2017 |        |        |        | Moscou, Russie |

| 3 juin 2017 | Italie | 31 - 10 | Pologne | Moscou, Russie |
| 3 juin 2017 |        |         |         | Moscou, Russie |
| 3 juin 2017 |        |         |         | Moscou, Russie |

| 3 juin 2017 | Russie | 17 - 12 | Espagne | Moscou, Russie |
| 3 juin 2017 |        |         |         | Moscou, Russie |
| 3 juin 2017 |        |         |         | Moscou, Russie |

### Poule C
| Équipes    | J | G | N | P | PM | PE | +/− | Pts |
| ---------- | - | - | - | - | -- | -- | --- | --- |
| Portugal   | 3 | 2 | 0 | 1 | 60 | 41 | +19 | 7   |
| France     | 3 | 2 | 0 | 1 | 76 | 33 | +43 | 7   |
| Angleterre | 3 | 1 | 0 | 2 | 50 | 65 | -15 | 5   |
| Belgique   | 3 | 1 | 0 | 2 | 31 | 78 | -47 | 5   |

| 3 juin 2017 | Angleterre | 19 - 10 | Belgique | Moscou, Russie |
| 3 juin 2017 |            |         |          | Moscou, Russie |
| 3 juin 2017 |            |         |          | Moscou, Russie |

| 3 juin 2017 | France | 10 - 12 | Portugal | Moscou, Russie |
| 3 juin 2017 |        |         |          | Moscou, Russie |
| 3 juin 2017 |        |         |          | Moscou, Russie |

| 3 juin 2017 | Angleterre | 10 - 29 | Portugal | Moscou, Russie |
| 3 juin 2017 |            |         |          | Moscou, Russie |
| 3 juin 2017 |            |         |          | Moscou, Russie |

| 3 juin 2017 | France | 40 - 0 | Belgique | Moscou, Russie |
| 3 juin 2017 |        |        |          | Moscou, Russie |
| 3 juin 2017 |        |        |          | Moscou, Russie |

| 3 juin 2017 | Angleterre | 21 - 26 | France | Moscou, Russie |
| 3 juin 2017 |            |         |        | Moscou, Russie |
| 3 juin 2017 |            |         |        | Moscou, Russie |

| 3 juin 2017 | Portugal | 19 - 21 | Belgique | Moscou, Russie |
| 3 juin 2017 |          |         |          | Moscou, Russie |
| 3 juin 2017 |          |         |          | Moscou, Russie |

### Cup
|  | Quarts de finale                | Quarts de finale                |                                 |                                 | Demi-finales                    | Demi-finales                    |    |  | Finale                          | Finale                          |
|  | Quarts de finale                | Quarts de finale                |                                 |                                 | Demi-finales                    | Demi-finales                    |    |  | Finale                          | Finale                          |
|  |                                 |                                 |                                 |                                 |                                 |                                 |    |  |                                 |                                 |
|  | 4 juin à 09h00 à Moscou, Russie | 4 juin à 09h00 à Moscou, Russie |                                 |                                 | 4 juin à 12h58 à Moscou, Russie | 4 juin à 12h58 à Moscou, Russie |    |  | 4 juin à 16h07 à Moscou, Russie | 4 juin à 16h07 à Moscou, Russie |
|  | 4 juin à 09h00 à Moscou, Russie | 4 juin à 09h00 à Moscou, Russie |                                 |                                 | 4 juin à 12h58 à Moscou, Russie | 4 juin à 12h58 à Moscou, Russie |    |  | 4 juin à 16h07 à Moscou, Russie | 4 juin à 16h07 à Moscou, Russie |
|  | Allemagne                       | 14                              |                                 |                                 | 4 juin à 12h58 à Moscou, Russie | 4 juin à 12h58 à Moscou, Russie |    |  | 4 juin à 16h07 à Moscou, Russie | 4 juin à 16h07 à Moscou, Russie |
|  | Allemagne                       | 14                              |                                 |                                 | 4 juin à 12h58 à Moscou, Russie | 4 juin à 12h58 à Moscou, Russie |    |  | 4 juin à 16h07 à Moscou, Russie | 4 juin à 16h07 à Moscou, Russie |
|  | Espagne                         | 19                              |                                 |                                 | 4 juin à 12h58 à Moscou, Russie | 4 juin à 12h58 à Moscou, Russie |    |  | 4 juin à 16h07 à Moscou, Russie | 4 juin à 16h07 à Moscou, Russie |
|  | Espagne                         | 19                              | Espagne                         | 26                              |                                 |                                 |    |  | 4 juin à 16h07 à Moscou, Russie | 4 juin à 16h07 à Moscou, Russie |
|  | 4 juin à 10h06 à Moscou, Russie |                                 | Espagne                         | 26                              |                                 |                                 |    |  | 4 juin à 16h07 à Moscou, Russie | 4 juin à 16h07 à Moscou, Russie |
|  |                                 | Italie                          | 7                               |                                 |                                 |                                 |    |  | 4 juin à 16h07 à Moscou, Russie | 4 juin à 16h07 à Moscou, Russie |
|  | Italie                          | Italie                          | 7                               | 28                              |                                 |                                 |    |  | 4 juin à 16h07 à Moscou, Russie | 4 juin à 16h07 à Moscou, Russie |
|  | Italie                          |                                 |                                 | 28                              |                                 |                                 |    |  | 4 juin à 16h07 à Moscou, Russie | 4 juin à 16h07 à Moscou, Russie |
|  | France                          | 19                              |                                 |                                 |                                 |                                 |    |  | 4 juin à 16h07 à Moscou, Russie | 4 juin à 16h07 à Moscou, Russie |
|  | France                          | 19                              | Espagne                         | 0                               |                                 |                                 |    |  |                                 |                                 |
|  | 4 juin à 09h22 à Moscou, Russie |                                 | Espagne                         | 0                               |                                 |                                 |    |  |                                 |                                 |
|  |                                 | Irlande                         | 12                              |                                 |                                 |                                 |    |  |                                 |                                 |
|  | Russie                          | Irlande                         | 12                              | 22                              |                                 |                                 |    |  |                                 |                                 |
|  | Russie                          | 4 juin à 13h21 à Moscou, Russie |                                 | 22                              |                                 |                                 |    |  |                                 |                                 |
|  | Géorgie                         | 14                              |                                 |                                 |                                 |                                 |    |  |                                 |                                 |
|  | Géorgie                         | 14                              | Russie                          | 21                              |                                 |                                 |    |  |                                 |                                 |
|  | 4 juin à 09h44 à Moscou, Russie | 4 juin à 09h44 à Moscou, Russie | Russie                          | 21                              | Match pour la 3e place          | Match pour la 3e place          |    |  |                                 |                                 |
|  | 4 juin à 09h44 à Moscou, Russie | 4 juin à 09h44 à Moscou, Russie |                                 | Irlande                         | Match pour la 3e place          | Match pour la 3e place          | 28 |  |                                 |                                 |
|  | Portugal                        | 17                              | 4 juin à 15h45 à Moscou, Russie | 4 juin à 15h45 à Moscou, Russie |                                 |                                 | 28 |  |                                 |                                 |
|  | Portugal                        | 17                              | 4 juin à 15h45 à Moscou, Russie | 4 juin à 15h45 à Moscou, Russie |                                 |                                 |    |  |                                 |                                 |
|  | Irlande                         | 19                              |                                 | Italie                          | 12                              |                                 |    |  |                                 |                                 |
|  | Irlande                         | 19                              |                                 | Italie                          | 12                              |                                 |    |  |                                 |                                 |
|  |                                 |                                 |                                 |                                 |                                 |                                 |    |  | Russie                          | 31                              |
|  |                                 |                                 |                                 |                                 |                                 |                                 |    |  | Russie                          | 31                              |

### Plate
|  | Demi-finales                    | Demi-finales                    |          |    | 5e place                        | 5e place                        |
|  | Demi-finales                    | Demi-finales                    |          |    | 5e place                        | 5e place                        |
|  |                                 |                                 |          |    |                                 |                                 |
|  | 4 juin à 12h15 à Moscou, Russie | 4 juin à 12h15 à Moscou, Russie |          |    | 4 juin à 15h24 à Moscou, Russie | 4 juin à 15h24 à Moscou, Russie |
|  | 4 juin à 12h15 à Moscou, Russie | 4 juin à 12h15 à Moscou, Russie |          |    | 4 juin à 15h24 à Moscou, Russie | 4 juin à 15h24 à Moscou, Russie |
|  | Allemagne                       | 5                               |          |    | 4 juin à 15h24 à Moscou, Russie | 4 juin à 15h24 à Moscou, Russie |
|  | Allemagne                       | 5                               |          |    | 4 juin à 15h24 à Moscou, Russie | 4 juin à 15h24 à Moscou, Russie |
|  | France                          | 10                              |          |    | 4 juin à 15h24 à Moscou, Russie | 4 juin à 15h24 à Moscou, Russie |
|  | France                          | 10                              | France   | 33 |                                 |                                 |
|  | 4 juin à 12h37 à Moscou, Russie |                                 | France   | 33 |                                 |                                 |
|  |                                 | Portugal                        | 21       |    |                                 |                                 |
|  | Géorgie                         | Portugal                        | 21       | 5  |                                 |                                 |
|  | Géorgie                         |                                 |          | 5  |                                 |                                 |
|  | Portugal                        | 14                              |          |    |                                 |                                 |
|  | Portugal                        | 14                              | 7e place |    |                                 |                                 |
|  |                                 |                                 |          |    |                                 |                                 |
|  | 4 juin à 15h02 à Moscou, Russie |                                 |          |    |                                 |                                 |
|  |                                 |                                 |          |    |                                 |                                 |
|  | Allemagne                       | 14                              |          |    |                                 |                                 |
|  | Allemagne                       | 14                              |          |    |                                 |                                 |
|  | Géorgie                         | 10                              |          |    |                                 |                                 |
|  | Géorgie                         | 10                              |          |    |                                 |                                 |

### Bowl
|  | Demi-finales                    | Demi-finales                    |            |    | 9e place                        | 9e place                        |
|  | Demi-finales                    | Demi-finales                    |            |    | 9e place                        | 9e place                        |
|  |                                 |                                 |            |    |                                 |                                 |
|  | 4 juin à 10h28 à Moscou, Russie | 4 juin à 10h28 à Moscou, Russie |            |    | 4 juin à 14h02 à Moscou, Russie | 4 juin à 14h02 à Moscou, Russie |
|  | 4 juin à 10h28 à Moscou, Russie | 4 juin à 10h28 à Moscou, Russie |            |    | 4 juin à 14h02 à Moscou, Russie | 4 juin à 14h02 à Moscou, Russie |
|  | Angleterre                      | 24                              |            |    | 4 juin à 14h02 à Moscou, Russie | 4 juin à 14h02 à Moscou, Russie |
|  | Angleterre                      | 24                              |            |    | 4 juin à 14h02 à Moscou, Russie | 4 juin à 14h02 à Moscou, Russie |
|  | Pologne                         | 10                              |            |    | 4 juin à 14h02 à Moscou, Russie | 4 juin à 14h02 à Moscou, Russie |
|  | Pologne                         | 10                              | Angleterre | 21 |                                 |                                 |
|  | 4 juin à 10h50 à Moscou, Russie |                                 | Angleterre | 21 |                                 |                                 |
|  |                                 | Pays de Galles                  | 17         |    |                                 |                                 |
|  | Belgique                        | Pays de Galles                  | 17         | 5  |                                 |                                 |
|  | Belgique                        |                                 |            | 5  |                                 |                                 |
|  | Pays de Galles                  | 24                              |            |    |                                 |                                 |
|  | Pays de Galles                  | 24                              | 11e place  |    |                                 |                                 |
|  |                                 |                                 |            |    |                                 |                                 |
|  | 4 juin à 13h50 à Moscou, Russie |                                 |            |    |                                 |                                 |
|  |                                 |                                 |            |    |                                 |                                 |
|  | Pologne                         | 7                               |            |    |                                 |                                 |
|  | Pologne                         | 7                               |            |    |                                 |                                 |
|  | Belgique                        | 24                              |            |    |                                 |                                 |
|  | Belgique                        | 24                              |            |    |                                 |                                 |